# Rhizocarpon ferax
Rhizocarpon ferax är en lavart som beskrevs av H.Magn.. Rhizocarpon ferax ingår i släktet Rhizocarpon, och familjen Rhizocarpaceae. Arten är reproducerande i Sverige.